# FJM
Pour les articles homonymes, voir FJM (homonymie).
FJM Communications & Publications est un ancien groupe de presse français, créé en 1996 par Franck et Jean-Marc Chemla. À l'origine éditeur de magazines gratuits dans l'immobilier pour l'un et agent immobilier pour l'autre , FJM s'est, dans la première moitié des années 1990, intéressée à la publication vidéoludique avant de s'étendre à la presse masculine et loisirs. Le groupe a été dissous fin 2006.

## Historique
FJM publia dans un premier temps Consoles News. L'offre magazine de ce secteur sera très vite complétée par Gamers, Player, CubeZone, ou encore Gameplay 128. PLAY 2 verra également le jour, magazine entièrement consacré à la PlayStation2 lors de sa sortie (rédacteur en chef lors du lancement : Cyril Ferment).  Le titre emblématique du pôle vidéoludique reste à ce jour Gameplay RPG, créé par Georges Grouard (alias Jay), ancien directeur des rédactions du groupe et fondateur de Phoenix Publishing. Sa succession a ensuite été assurée par Christophe Brondy (alias Oblivion) et fondateur de la revue Role Playing Game, Benoît Barny et Pierre Gauthier.
Spécialisé dans la culture japonaise, Georges Grouard crée le magazine Otaku. À sa tête se succéderont Iker Bilbao (créateur de Shôjo Mag notamment) et Romain Dasnoy. Régulièrement, des hors-séries "Hentaï" verront le jour ; des magazines érotiques et pornographiques sur le thème de l'animation japonaise, répondant alors à une demande forte de la part du lectorat.
Le pôle édite Anima spécialisée dans l'art graphique cinéma et BD, puis sous la direction de Nathanaël Bouton-Drouard (fondateur de Frenetic Arts) et de Frédéric Germane Fantastique Zone (qui deviendra Fantastic Report par la suite), DVD Home, Ciné DVD et Serial. Ce pôle s'est ensuite réduit aux hors-série de DVD Home, s'intitulant Home Cinéma Achat, puis Home Cinéma pratique. 
De nombreux titres verront le jour : Net Folies (créé par Cyril Ferment), XtrêmWeb (créé par Cyril Ferment), Net extrême, C'est énorme, Web Zapping (créé par Éric Bourillot), 100 % Micro & Internet et L'Annuaire des Meilleurs Sites. 
Elle a indéniablement marqué le milieu du jeu vidéo et de l'animation de l'époque. Pour de nombreux passionnés cette société incarnait l'espoir de travailler dans un milieu qui les passionnait, et ce sans forcément devoir présenter le même parcours que ce qui était exigé dans d'autres groupes de presse.

## Multimédia
Après avoir abandonné son projet radiophonique (diffusion d'émissions en rapport avec les magazines) au profit d'une playlist ayant trait avec les jeux vidéo et les chansons grand public, la société s'est mise à offrir des DVD avec ses magazines. Le service multimédia était composé de Nicolas W et Gaëlle B. Ils s'occupaient principalement des CD et DVD qui se trouvaient dans les magazines (réalisation interface, compression vidéos, audio, réalisation émission, montage...). Les magazines de jeux vidéo offraient une émission TV avec des débats, des news, des extraits, et des jeux commentés. Concernant les magazines du pôle Manga et Internet, il s'agissait d'un mix fun et sexy entre un zapping Internet, des images érotiques ou drôles, des utilitaires et des vidéos.

## Publications
- Consoles News : un magazine de jeux vidéo lancé en mai 1996.
- GamePlay 64, un magazine de jeux vidéo consacré exclusivement à la Nintendo 64, lancé en août 1997. Il est remplacé par GamePlay 128. entièrement consacré à la GameCube.
- GamePlay 128, un magazine de jeux vidéo consacré exclusivement à la GameCube, lancé en novembre 2001. Il remplace GamePlay 64, après presque trois ans d'interruption de sa publication.
- GamePlay RPG, un magazine qui suit l'actualité des jeux vidéo de rôle.
- Autres publications : Fantastique Zone (Fantastic Report), Le Meilleur des Logiciels, La Bible des Tips, L'Annuaire des Meilleurs sites Internet, DVD Home, Ciné DVD, Serial, Net Extreme, 100 % Micro & Internet, Hentai, Monster Mag, Otaku, Portables Attack, HardCore Gamers, Ultra Play, SOS Play, Player, Kids Mag, Net Folies, Kabuki, Dreamzone, CubeZone, Game Dream, Manga Spirit, Jap'Anime Mag, Net Hot, Web Zapping, Actu & Tips, C'est énorme, Les Légendes du Cinéma (Steven Spielberg, Star Wars), Shôjo Mag, Ciné Asia Magazine, Anima, Le Golf, Duo DVD, DVD Glisse, Slide, Magnus, RPG Univers, RPG Online, Home Cinema Pratique, i-Box.

## QI Design
Le magazine Gameplay RPG est désormais édité par QI Design depuis fin 2006, puis arrêté en 2008. En 2010, QI Design est radié du distributeur de presse MLP, la société n'ayant en effet plus aucun magazine en kiosque. QI Design édite maintenant une collection de livres « Pour Les Deb » concurrente de la franchise bien connue « Pour les nuls ». Qidesign a ouvert une autre société d'éditions « agora édition » axés sur des livres plus classiques.